# Katastrofa lotu Ethiopian Airlines 604
Katastrofa lotu Ethiopian Airlines 604 – katastrofa lotnicza, która wydarzyła się 15 września 1988 roku nieopodal portu lotniczego Bahyr Dar w Etiopii. Samolot Boeing 737-200 linii Ethiopian Airlines rozbił się podczas próby awaryjnego lądowania po awarii obydwu silników. W wypadku zginęło 35 osób.

## Przebieg wypadku
Samolotem, który uległ wypadkowi był wyprodukowany w 1987 roku Boeing 737-200 należący do narodowych linii lotniczych Etiopii - Ethiopian Airlines. Posiadał numery rejestracyjne ET-AJA, w dniu wypadku miał wylatane zaledwie 1377 godzin. Tego dnia samolot wykonywał regularne połączenie na trasie Addis Abeba-Bahyr Dar-Asmara. Pierwsza część lotu przebiegła bez problemów. Tuż po odlocie w kierunku stolicy Erytrei załoga napotkała stado gołębi. Samolot zderzył się z nimi przy prędkości 146 węzłów i wysokości około 200 stóp względem ziemi, po zderzeniu oba silniki stanęły w płomieniach. Kapitan natychmiast podjął decyzję o powrocie na lotnisko w Bahyr Dar i zmniejszył moc silników w celu wydłużenia ich działania i uniknięcia ryzyka natychmiastowej utraty ciągu, jednak na wysokości około 1500 stóp nad ziemią obydwie jednostki napędowe przestały działać. Ze względu na brak możliwości dotarcia do pasa startowego, załoga podjęła próbę lądowania na polu bez wysuniętego podwozia. Podczas przyziemienia maszyna rozpadła się i eksplodowała. Zginęło 35 osób, wszystkie ofiary śmiertelne to pasażerowie.